# Феодорівський монастир (Вапнярка)
Вапнярський чоловічий монастир святого преподобного Феодора, князя Острозького — монастир Православної церкви України.
Розташований у селищі Вапнярка Томашпільського району Вінницької області на вулиці Лесі Українки, будинок 40.
До 14 вересня 2020 року настоятелем монастиря був — Архімандрит Серафим (Котляров).
2 лютого 2021 року Священний Синод ПЦУ настоятелем монастиря призначив ієромонаха Євсевія (Біленського).
18 жовтня 2022 року Священний Синод ПЦУ настоятелем монастиря призначив ієромонаха Амфілохія (Шестопала)

## Історія монастиря
Монастиря засновано у 1747 році. Тоді ж був збудований храм на честь святого першомученика та архідиякона Стефана у селі Цапівка. Відомо, що побудував його пан, який також мав маєток та угіддя в цьому селі, а на пагорбі, в мальовничому місті, з якого видно все село, вирішив збудувати дерев'яний храм без жодного цвяха. Храм проіснував до 1886 року, потім церква згоріла. У 1889 році церква була відбудована в тих самих розмірах.
У 20 столітті, в часи безбожництва, храм закрили. У церкві розмістилась заготконтора, занедбувалась територія, осквернялись могили священиків, які служили в цьому селі. 1980 року храм остаточно зруйнувала радянська комуністична влада. На жаль, мешканці села не захистили святиню і дозволили військовій частині розібрати стіни на дрова, а фундамент розтягнули місцеві безбожники.
Звичайно, що Бог поруганим не буває, і кара наздогнала кривдників Церкви.
3 листопада 2003 року розпочинається історія відродження Української церкви на Вапнярській землі. У 2006 року постало питання про заснування в Вапнярці монастиря. Влада віддала церкві занедбану та зруйновану будівлю колишньої Цапівської школи та клубу з прилеглою територією. Все було засмічено, понад 10 машин сміття було вивезено тільки в перший рік відбудови.
15 вересня 2007 року був освячений Преосвященним Онуфрієм, Єпископом Вінницьким і Брацлавським Храм на честь святого преподобного Феодора, князя Острозького. З цього часу й розпочинається історія відродження монастиря. бУли підведені всі основні комунікації: електрика, вода, газ, телефон. Був проведений капітальний ремонт всіх будівель, та поступово добудовується все необхідне для нормальної життєдіяльності монастиря.
У 2009 році, рішенням Священного Синоду УПЦ КП (журнал № 32), благословляється відкриття Свято Феодорівського чоловічого монастиря. Намісником призначається архімандрит Серафим (Котляров).
У 2011 році була збудована та освячена каплиця на честь святого рівноапостольного князя Володимира, яка знаходиться в центрі Вапнярки біля залізничного вокзалу.
На місці колишньої церкви першомученика Стефана з 2014 року планується розпочати роботи по відновленню скита. Вже оформлена земельна ділянка площею майже 1 гектар. Планується збудувати невелику дерев'яну церкву, а також келійний корпус з трапезною, тваринницькі будови для худоби, фруктовий сад, ягідник, город та пасіку.